# Kindia
Kindia je město v Guineji. Po městech Konakry, Nzérékoré a Kankan je čtvrtým nejlidnatějším městem v zemi. V roce 2008 zde žilo 181 126 obyvatel. Město leží 137 kilometrů severovýchodně od guinejského hlavního města Konakry ve stejnojmenném regionu. 
Město bylo založeno v roce 1904. Formovalo se zejména okolo plantáží na banány. Dominantním etnikem ve městě jsou Susuové, početnou menšinu ale tvoří také Mandinkové. Vzhledem ke své relativní blízkosti k Sieře Leone se ve městě nachází také početná sierraleonská menšina. Nedaleko města leží hora Gangan a vodopády Mariée. 